# Abelona longipennis
Abelona longipennis är en insektsart som först beskrevs av Francois Jules Pictet de la Rive och Henri Saussure 1893.  Abelona longipennis ingår i släktet Abelona och familjen Gryllacrididae. Inga underarter finns listade i Catalogue of Life.